# Numerio Fabio Buteone
Numerio Fabio Buteone (in latino: Numerius Fabius Buteo; fl. 247 a.C.-224 a.C.) è stato un politico romano.

## Biografia
Era fratello di Marco Fabio Buteone, console nel 245 a.C..
Nel 247 a.C. fu eletto console. Nel 224 a.C. fu nominato Magister equitum dal dittatore Lucio Cecilio Metello.